# Vilhelm Bissen

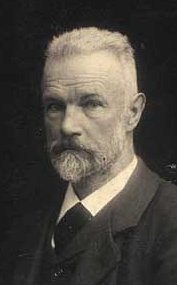
Vilhelm Bissen

Christian Gottlieb Vilhelm Bissen, född 5 augusti 1836 i Köpenhamn, död där 20 april 1913, var en dansk bildhuggare. Han var son till Herman Wilhelm Bissen.

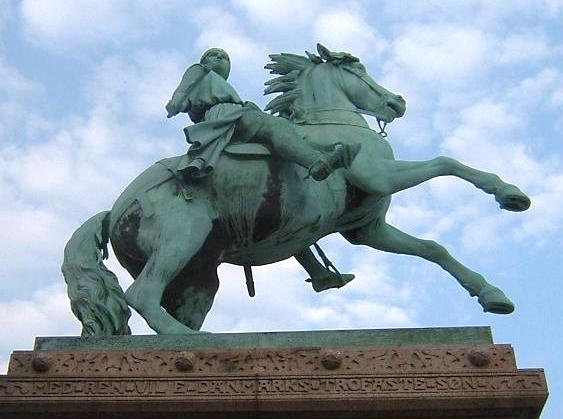
Biskop Absalons ryttarstaty på Høybro Plads i Köpenhamn

Vilhelm Bissen var faderns lärjunge och uppehöll sig i ungdomen än i Italien, än i Danmark. Han medverkade vid flera av faderns arbeten, modellerade bland annat hästen på Fredrik VII:s staty, utförde A. S. Ørsteds staty i Ørstedsparken, avtäckt 1902 och högg sin mors staty i marmor för konstmuseet. 
Bland hans övriga arbeten märks statyerna Ægeus, Noach med duvan på handen, Hermes som gosse med ormstaven, En naken gosse, som tyglar en häst, Jägarinnan (brons), En dam, som skall över gatan i dåligt väglag (marmorstaty av en dam i modern dräkt, båda de sistnämnda i konstmuseet, där man också finner Vasmålarinna med mera). 
Porträttbyster utförde han av Garibaldi (1866) med flera. År 1872 utförde han en kolossalstod av biskop Absalon för Köpenhamns rådhus försal, 1901 pryddes rådhusets fasad med en staty i driven koppar framställande samme prelat, och 1902 avtäcktes Biskop Absalons ryttarstaty på Høybro Plads i Köpenhamn. 
Vid ingången till Marmorkyrkan står hans kolossala bronsstaty av Grundtvig. Bissen hade upprättat ett stort bronsgjuteri vid Frederiksberg. Han blev professor vid konstakademien 1890.